# 楠子湖
楠子湖是綠島島上的一個臨海地區的名稱，目前屬綠島人權文化園區轄管範圍內。

## 慈航宮
慈航宮為一座位處當地的廟宇，其特色為其廟前之兩座紅色石獅。

## 十三中隊
十三中隊之遺址位於慈航宮旁前往燕子洞之路徑上，為新生訓導處埋葬政治受難者遺體之主要地點。

## 燕子洞
燕子洞是楠子湖地區內的一處海蝕洞，當地居民傳言該地曾為日治時期之行刑場所及歷經多個時代的墳場；近年來，當地已陸續發掘出許多骨骸碎片。